# Amitus minervae
Amitus minervae är en stekelart som beskrevs av Filippo Silvestri 1911. Amitus minervae ingår i släktet Amitus och familjen gallmyggesteklar. Arten är reproducerande i Sverige. Inga underarter finns listade i Catalogue of Life.